# Рупчос
Рупчос или Рупча е историко-географска област в България. Областта е разположена в централната част на Западните Родопи, разположена по горното течение на река Чепеларска между рида Чернатица и Радюва планина. Жителите на Рупчос се наричат рупци.
Областта се дели на Горен Рупчос (около град Чепеларе) и Долен Рупчос (около село Хвойна). Представлява планинска област с долинни разширения около град Чепеларе и в Хвойненската котловина. Има мек планински климат. Развито е горското стопанство, а в по-малка степен селското стопанство. По-важните му селища са Чепеларе, Хвойна, Орехово, Павелско. Има шосейни връзки с Пловдив и Смолян.
Като нахия Рупчос се споменава за пръв път в краткия иджмал-регистър на извънредния данък „авариз“ за Пловдивско от 1622 г./Генерален Държавен архив на Република Турция – Istanbul, BOA MAD 3398, s.4-15. Документът не е публикуван и обнародван на български език./.
Село Тъмръш е традиционен център на Рупчоската нахия през 19 век, а в периода 1890–1897 година център на Рупчоската околия е село Хвойна. Рупчоската околия е закрита през 1901 година, когато е присъединена към Станимашка околия.